# Stima puntuale
Si definisce stima puntuale quella branca della teoria della stima in cui lo stimatore fornisce un numero singolo o un vettore discreto come risultato, a differenza della stima intervallare il cui riscultato è un intervallo continuo di valori detto intervallo di confidenza .
La stima puntuale si basa dunque sugli stimatori. Si definisce stimatore una statistica (funzione dei dati campionari) usata per stimare un parametro. Si parla di stima, invece, per indicare il valore assunto dallo stimatore su uno specifico campione.

## Proprietà puntuali di uno stimatore
Siano T  e U due stimatori di {\displaystyle \theta } :
- T è non distorto se {\displaystyle E[T]=\theta } (ossia se il valore atteso dello stimatore coincide con il parametro da stimare); la quantità {\displaystyle E[T]-\theta } si definisce distorsione o Bias
- T è più efficiente di U se {\displaystyle MSE(T)\leq MSE(U)} {\displaystyle \forall \theta } ed {\displaystyle \exists \theta :MSE(T)<MSE(U)}
- T è efficiente in senso assoluto se {\displaystyle Var(T)=1/I_{n}(\theta )} dove {\displaystyle I_{n}(\theta )} è l'informazione attesa di Fisher
- T è consistente se {\displaystyle T_{n}\xrightarrow {p} \theta }, ossia al divergenre di n (numerosità campionaria) T converge in probabilità a {\displaystyle \theta } [2]

## Metodi di stima
I principali metodi di stima sono:
- stimatore naturale: si ottiene calcolando sul campione la statistica corrispondente che si vuole stimare sulla popolazione
- stimatore MoM (metodi dei momenti): si eguagliano i momenti teorici ai momenti campionari
- stimatore ML (massima verosimiglianza): si massimizza un'opportuna funzione di verosimiglianza